# Surčin
Surčin (cyr. Сурчин) – miasto w Serbii, w mieście Belgrad, siedziba gminy miejskiej Surčin. Leży 15 km na zachód od Belgradu. W mieście znajduje się międzynarodowy port lotniczy, obsługujący Belgrad. W 2011 roku liczyło 18 205 mieszkańców.
Do 2004 roku Surčin wchodził w skład gminy miejskiej Zemun.